# فاطمة النيسابورية
فَاطِمَة النيسابورية، أحد أعلام التصوف السني، كانت من قدماء نساء خراسان، قال عنها أبو عبد الرحمن السلمي أنّها: «من العارفات الكبار، لم يكن فِي زمانها فِي النِّسَاء مثلهَا» كما أثنى عليها أبو يزيد البسطامي وقال عنها «مَا رَأَيْت فِي عمري إِلَّا رجلا وَامْرَأَة فالمرأة كَانَت فَاطِمَة النيسابورية مَا أخْبرتهَا عَن مقَام من المقامات إِلَّا وَكَانَ الْخَبَر لَهَا عيَانًا»، ووصفها ذو النون المصري بأنها: «وليّة من أَوْلِيَاء الله عز وَجل وَهِي أستاذي». سكنت مكة وتُوفيت فيها سنة 223 هـ.

## من أقوالها
- من لم يكن الله مِنْهُ على بَال فَإِنَّهُ يتخطى فِي كل ميدان وَيتَكَلَّم بِكُل لِسَان وَمن كَانَ الله مِنْهُ على بَال أخرسه إِلَّا عَن الصدْق وألزمه الْحيَاء وَالْإِخْلَاص.[1]
- الصَّادِق والمتقي الْيَوْم فِي بَحر يضطرب عَلَيْهِ أمواجه وَيَدْعُو ربه دُعَاء الغريق يسْأَل ربه الْخَلَاص والنجاة.[1]